# 르페뢰쉬르마른

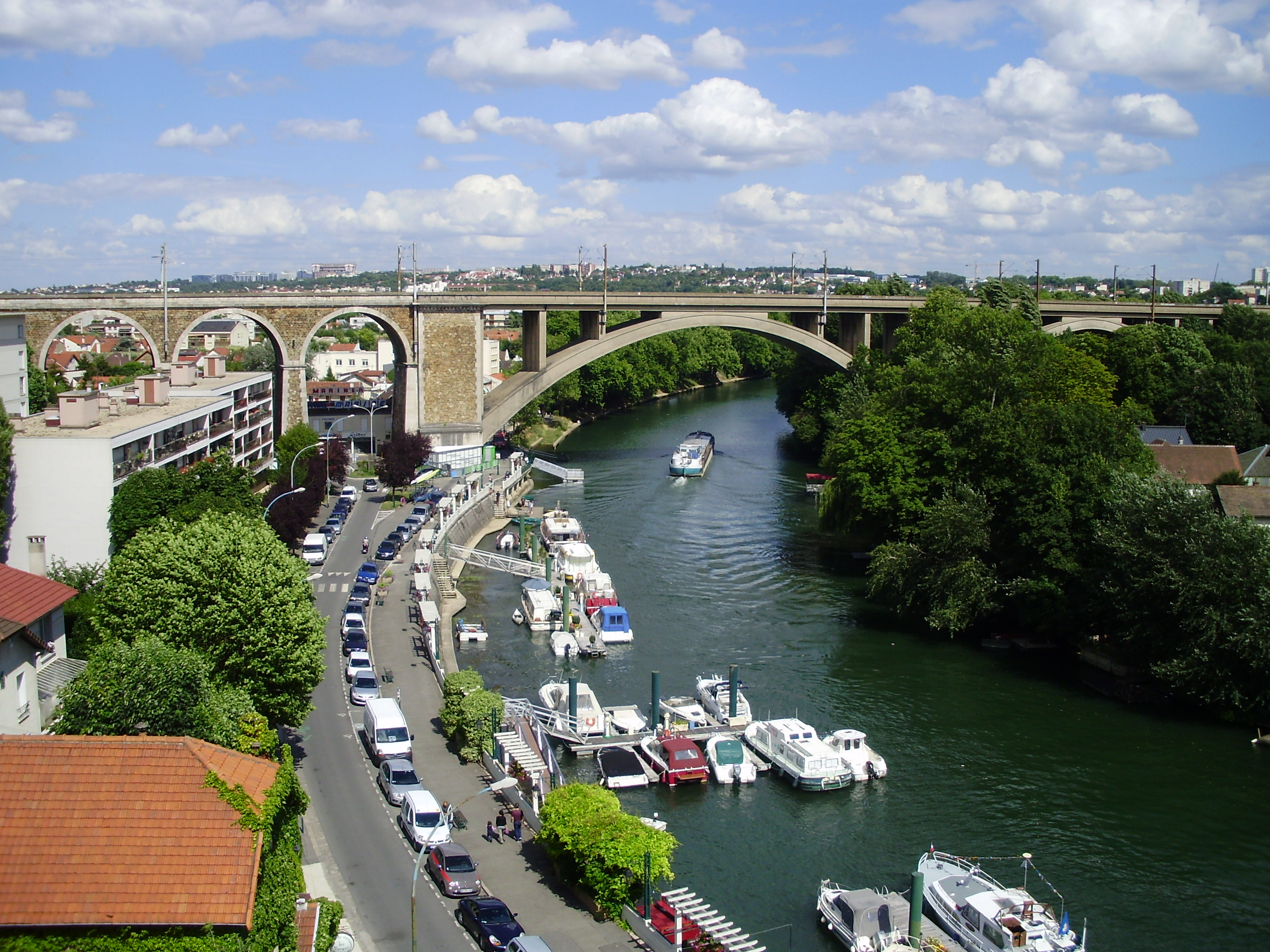
르페뢰쉬르마른

르페뢰쉬르마른(프랑스어: Le Perreux-sur-Marne)은 프랑스 일드프랑스 발드마른주에 위치한 도시로 면적은 3.96km2, 인구는 32,389명(2006년 기준), 인구 밀도는 8,200명/km2이다. 파리에서 11.7km 정도 떨어진 곳에 위치한다.

시 문장

## 인구
| 연도 | 인구   | ±% p.a. |
| ---- | ------ | ------- |
| 1891 | 6,699  | —       |
| 1896 | 8,390  | +4.60%  |
| 1901 | 11,149 | +5.85%  |
| 1906 | 13,255 | +3.52%  |
| 1911 | 15,971 | +3.80%  |
| 1921 | 17,915 | +1.16%  |
| 1926 | 20,429 | +2.66%  |
| 1931 | 23,808 | +3.11%  |
| 1936 | 23,553 | −0.22%  |
| 1946 | 23,086 | −0.20%  |

| 연도 | 인구   | ±% p.a. |
| ---- | ------ | ------- |
| 1954 | 26,745 | +1.86%  |
| 1962 | 27,900 | +0.53%  |
| 1968 | 29,099 | +0.70%  |
| 1975 | 28,333 | −0.38%  |
| 1982 | 27,647 | −0.35%  |
| 1990 | 28,477 | +0.37%  |
| 1999 | 30,080 | +0.61%  |
| 2007 | 32,100 | +0.82%  |
| 2012 | 33,248 | +0.71%  |
| 2017 | 33,879 | +0.38%  |

|  | 기술적 문제로 인해 그래프를 일시적으로 사용할 수 없습니다. 파브리케이터와 미디어위키 위키에 더 자세한 정보가 있습니다. |

## 같이 보기
- 발드마른주의 코뮌 목록